# Yport
Yport település Franciaországban, Seine-Maritime megyében. Lakosainak száma 701 fő (2022. január 1.). Yport Criquebeuf-en-Caux és Saint-Léonard községekkel határos.

## Népesség
A település népessége az elmúlt években az alábbi módon változott:
| Lakosok száma | 884  | 838  | 858  | 798  | 762  | 726  | 718  | 709  | 701  |
|               | 2013 | 2015 | 2016 | 2017 | 2018 | 2019 | 2020 | 2021 | 2022 |